# Pterostylidinae
Pterostylidinae je podtribus trajnica, dio tribusa Cranichideae. Vrste roda Pterostylis su kaćunovke rasprostranjene od Moluka do jugozapadnog Pacifika, uključujući Australiju i Novi Zeland.
Rod Achlydosa po nekim autorima čini vlastiti podtribus Achlydosinae, dok po drugima pripada u Pterostylidinae.

## Rodovi
Subtribus Pterostylidinae Pfitzer
1. Pterostylis R. Br. (323 spp.)
2. Achlydosa M. A. Clem. & D. L. Jones (1 sp.)